# Vyšné Nemecké
Vyšné Nemecké (prononciation slovaque : [ˈviʃnɛː ˈɲɛmɛt͡skɛː], hongrois : Felsőnémeti, ukrainien : Вишнє Німецьке Výchne Nimétske, allemand : Oberdeutschendorf) est un village de Slovaquie situé dans la région de Košice.

## Géographie
Le village se situe à la frontière ukrainienne, à moins de 10 km du centre de la ville d'Oujhorod en Ukraine.

## Histoire
Première mention écrite du village en 1372.

## Démographie

### Évolution de la population
| Année:               | 1994. | 2004.    | 2014.   | 2024.   |
| -------------------- | ----- | -------- | ------- | ------- |
| Nombre de personnes: | 211   | 246      | 242     | 238     |
| Différence:          |       | +16,58 % | -1,62 % | -1,65 % |

| Année:               | 2023. | 2024.   |
| -------------------- | ----- | ------- |
| Nombre de personnes: | 244   | 238     |
| Différence:          |       | -2,45 % |

## Politique
| Nom         | Parti politique            | Date de l'élection | Fin du mandat |
| ----------- | -------------------------- | ------------------ | ------------- |
| Jozef Danko | ĽS-HZDS, SNS, KDH, SDKÚ-DS | 02.12.2006         | Déc. 2010     |

## Transport
Le village est situé  sur la route E 58 à proximité de la frontière entre la Slovaquie et l'Ukraine. C'est le plus important poste frontière routier entre les deux pays.